# ور چو
ور چو (متولد ۲۶ مارس ۱۹۷۷) خواننده، ترانه‌سرا و بازیگر تایوانی است. چو اولین آلبوم خود را در سال ۱۹۹۹ منتشر کرد که بیش از یک میلیون نسخه در فروخت. همراه با استفانی سان، الوا هسیائو و جولین تسای، چو به عنوان یکی از چهار دیوای آینده موسیقی ماندوپاپ در اواخر دهه ۱۹۹۰ و اوایل دهه ۲۰۰۰ در نظر گرفته شد. او تا به امروز ۷ آلبوم استودیویی منتشر کرده‌است. وی سابقه بازی در فیلم بزرگ‌ترین سوء تفاهم و سریال کارگران را دارد.

## فیلم‌شناسی

### سریال‌های تلویزیونی
| سال  | عنوان انگلیسی | عنوان اصلی | نقش   | یادداشت |
| ---- | ------------- | ---------- | ----- | ------- |
| ۲۰۲۰ | کارگران       | 做工的人   | پی پی |         |

### فیلم
| سال  | عنوان انگلیسی      | عنوان اصلی       | نقش   | یادداشت    |
| ---- | ------------------ | ---------------- | ----- | ---------- |
| ۲۰۲۲ | بزرگ‌ترین سوء تفاهم | 世界上最大的誤會 | مشتری | فیلم کوتاه |